# ۴۴ دلو
۴۴ دلو یک ستاره است که در صورت فلکی آندرومدا قرار دارد.